# Séquestre (droit)
Pour les articles homonymes, voir Séquestre.
Le séquestre (droit) est la procédure par laquelle un tribunal décide de placer un bien ou une somme d'argent sous la garde de la justice, rendant le bien séquestré momentanément indisponible pour son propriétaire jusqu'au jugement qui y mettra fin. Le séquestre désigne aussi la personne ou l'organisme chargé d'administrer le bien pendant la durée du séquestre.

## Histoire

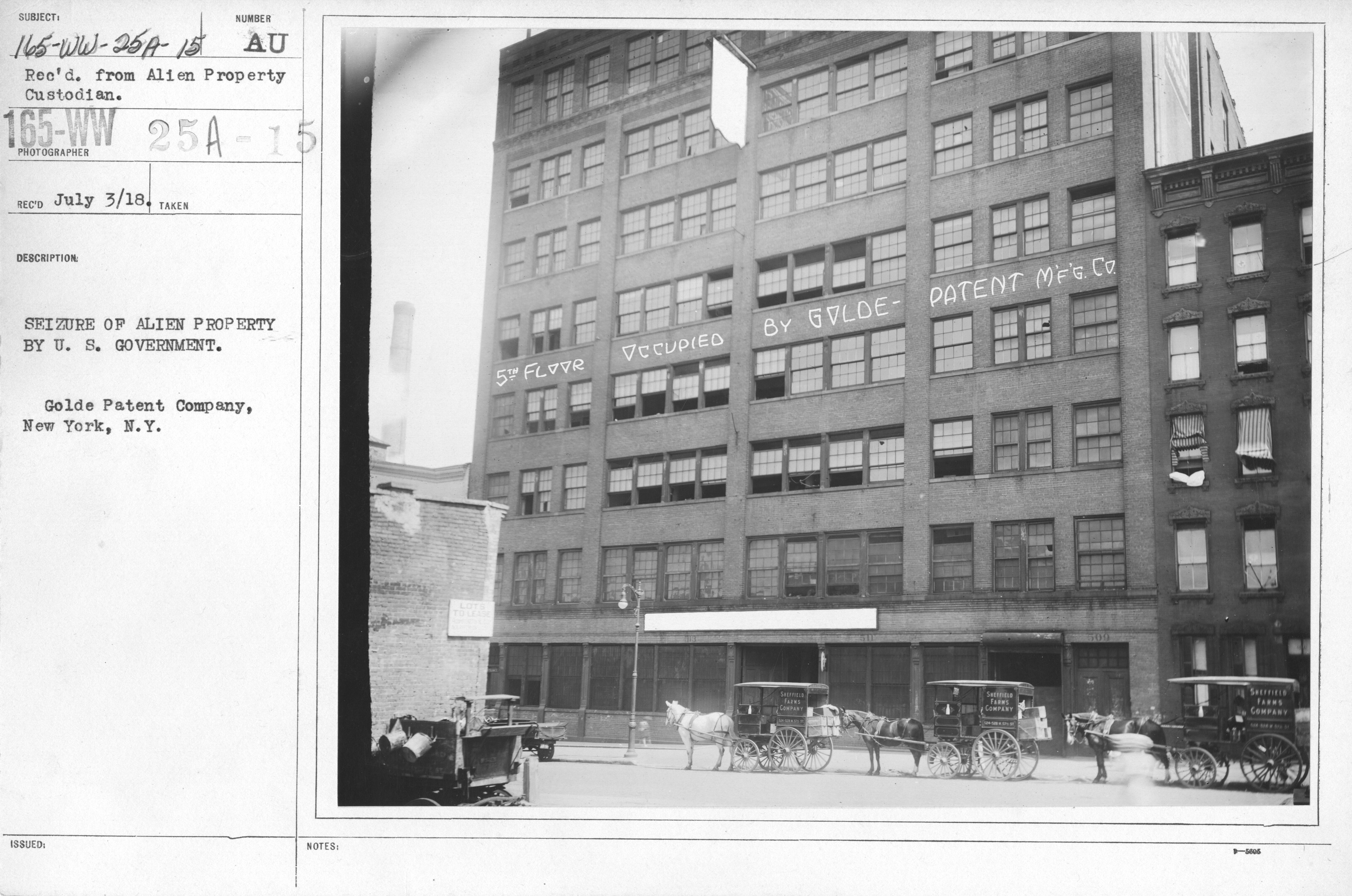
Mise sous séquestre de la firme allemande Golde Patent à New York après l'entrée des États-Unis dans la Première Guerre mondiale, 1917-1918.

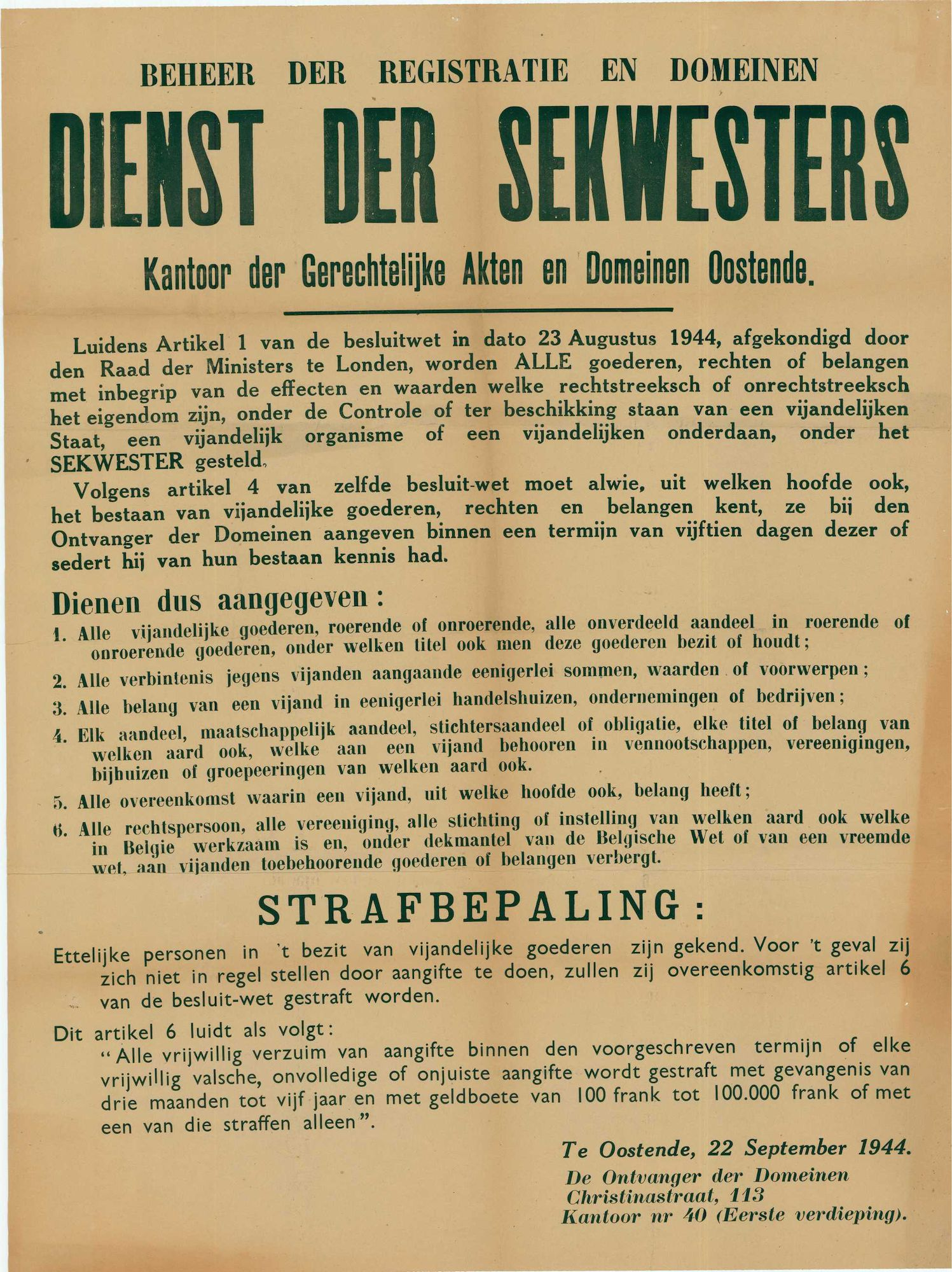
Service des Séquestres en Belgique (1944) pour les biens des collaborateurs après la libération

Pendant la Révolution française, les biens des émigrés sont mis sous séquestre ainsi que ceux des condamnés à mort. Ceux qui ne sont pas vendus comme biens nationaux seront en partie restitués aux familles après le 9 Thermidor.
La mise sous séquestre est pratiquée pendant les deux Guerres mondiales sur les biens appartenant aux pays ennemis. Ainsi, en 1914, après l'entrée de l'Empire ottoman dans la Première Guerre mondiale, la France et le Royaume-Uni placent sous séquestre, la Banque ottomane ; cette mesure est appliquée de façon à ménager les intérêts de ses principaux actionnaires qui sont français et britanniques. Dans la Russie en guerre, une loi du 15 février 1915 exproprie non seulement les Allemands mais aussi les ressortissants austro-hongrois, ottomans, plus tard bulgares.
Pendant la Seconde Guerre mondiale, les propriétés des entreprises françaises en Allemagne puis en Italie sont mises sous tutelle et coadministrées par des entreprises nationales. Au Royaume-Uni, le Trading with Enemy Act (en) du 5 septembre 1939 permet la saisie des biens ennemis ; il est étendu aux entreprises françaises ayant leur siège en zone occupée le 17 juin 1940 et à l'ensemble du pays le 10 juillet 1940.
Après la libération de la France et la libération de la Belgique, les biens de personnes suspectées d'avoir collaboré avec les Allemands sont placés sous séquestre dans l'attente de la décision définitive des tribunaux après les procès qui leur sont intentés.

## Droit par pays

### Canada

#### Loi sur la faillite et l'insolvabilité
La nomination d'un séquestre est prévue par les articles 46, 47, 47.1, 243 et 244 de la Loi sur la faillite et l'insolvabilité.

#### Code de procédure civile du Québec
En droit québécois, la nomination d'un séquestre par un huissier est prévue à l'article 732 du Code de procédure civile. D'après cette disposition, « le séquestre ainsi nommé répond de son administration à l’huissier ; il perçoit, après avoir donné avis aux intéressés, les fruits et les revenus de l’immeuble, lesquels, déduction faite des dépenses, sont immobilisés pour être distribués de la même manière que le prix de vente. »

### Suisse
En droit suisse, le séquestre est prévu dans la procédure de poursuite, aux articles 271 et suivants LP. On notera qu'il ne s'applique qu'il ne peut s'appliquer qu'à certaines conditions restreintes tel que notamment lorsque le débiteur n'a pas de domicile fixe.En plus du séquestre civil, le droit suisse prévoit également la procédure de restitution en droit 

## = Liens externes
- Proclamation du président Woodrow Wilson ordonnant la mise sous séquestre des biens détenus par des Allemands aux États-Unis, 1918.
- Ordonnance du 5 octobre 1944 relative à la déclaration et à la mise sous séquestre des biens appartenant à des ennemis, Gouvernement provisoire de la République française